# Holdrege
Holdrege é uma cidade localizada no estado americano de Nebraska, no Condado de Phelps.

## Demografia
Segundo o censo americano de 2000, a sua população era de 5636 habitantes.
Em 2006, foi estimada uma população de 5325, um decréscimo de 311 (-5.5%).

## Geografia
De acordo com o United States Census Bureau, a localidade tem uma área de 9,7 km², sem área coberta por água.

## Localidades na vizinhança
O diagrama seguinte representa as localidades num raio de 20 km ao redor de Holdrege.